# Bill Persky
Pour les articles homonymes, voir Persky.
Bill Persky est un réalisateur, scénariste, producteur et acteur américain né en 1931.

## Filmographie

### Réalisateur
- 1973 : Here We Go Again (série télévisée)
- 1974 : Bobby Parker and Company (téléfilm)
- 1974 : The Boys (téléfilm)
- 1974 : Roll, Freddy, Roll! (en) (téléfilm)
- 1976-1977 : Welcome Back, Kotter (série télévisée)
- 1976 : The Practice (en) (série télévisée)
- 1976 : Alice (série télévisée)
- 1977 : The Betty White Show (série télévisée)
- 1978 : How to Survive the 70s and Maybe Even Bump Into Happiness (téléfilm)
- 1978 : Husbands, Wives & Lovers (série télévisée)
- 1978 : How to Pick Up Girls! (en) (téléfilm)
- 1980 : Serial
- 1980 : Semi-Tough (série télévisée)
- 1981 : Rise and Shine (série télévisée)
- 1983 : Attendez que maman revienne (Wait Till Your Mother Gets Home!) (téléfilm)
- 1983 : Trackdown: Finding the Goodbar Killer (téléfilm)
- 1983 : Found Money (téléfilm)
- 1984 : Spencer (série télévisée)
- 1985 : Ouragan sur l'eau plate (Water)

### Scénariste
- 1962 : Sur le pont, la marine ! (McHale's Navy) (série télévisée)
- 1965 : The Julie Andrews Show (téléfilm)
- 1968 : The Bill Cosby Special (téléfilm)
- 1969 : Dick Van Dyke and the Other Woman (téléfilm)
- 1970 : Three for Tahiti (téléfilm)
- 1971 : Pure Goldie (téléfilm)
- 1972 : The Man Who Came to Dinner (en) (téléfilm)
- 1974 : Bobby Parker and Company (téléfilm)
- 1974 : The Boys (téléfilm)
- 1974 : Roll, Freddy, Roll! (en) (téléfilm)
- 1978 : How to Pick Up Girls! (en) (téléfilm)
- 1983 : Attendez que maman revienne (Wait Till Your Mother Gets Home!) (téléfilm)
- 1984 : Aline et Cathy (Kate & Allie) (série télévisée)

### Producteur
- 1965-1966 : The Dick Van Dyke Show (série télévisée)
- 1966-1971 : That Girl (en) (série télévisée)
- 1968 : The Bill Cosby Special (téléfilm)
- 1970 : Three for Tahiti (téléfilm)
- 1971 : Pure Goldie (téléfilm)
- 1971 : The Funny Side (série télévisée)
- 1972 : The Man Who Came to Dinner (en) (téléfilm)
- 1973 : Lotsa Luck (série télévisée)
- 1974 : Bobby Parker and Company (téléfilm)
- 1974 : The Boys (téléfilm)
- 1974 : Roll, Freddy, Roll! (en) (téléfilm)
- 1975 : The Montefuscos (série télévisée)
- 1975 : Big Eddie (série télévisée)
- 1978 : How to Survive the 70s and Maybe Even Bump Into Happiness (téléfilm)

### Acteur
- 1985 : Ouragan sur l'eau plate (Water) : TV Director
- 2002 : Orbiting Pluto (vidéo) : Jonah "Papa Joe" Pluto